# سانت‌اجیدیو الا ویبراتا
سانت‌اجیدیو الا ویبراتا (به ایتالیایی: Sant'Egidio alla Vibrata) یک کومونه در ایتالیا است که در استان تیرامو واقع شده‌است. سانت‌اجیدیو الا ویبراتا ۱۸ کیلومتر مربع مساحت و ۹٬۴۱۵ نفر جمعیت دارد و ۲۳۹ متر بالاتر از سطح دریا واقع شده‌است.